# 권징 (교회)
권징은 교회의 윤리와 질서에 어긋나는 행위를 한 자를 처벌한다는 기독교의 용어로, 파문과 유사한 개념으로 장로교에서 실시하는 제도를 말한다.

## 권징의 뜻과 사유

### 권징의 뜻
현재 한국 장로교회의 헌법 즉, 교회법에서는 권징을 예수 그리스도께서 교회에 주신 권리를 행사하며 그 법도를 시행하는 것으로써 각 치리회가 헌법과 헌법이 위임한 제규정 등을 위반하여 범죄한 교인과 직원 및 각 치리회를 권고하고 징계하는 것으로 규정하고 있다. 장로교회와 개혁교회의 신앙고백인 웨스트민스터 신앙고백은 권징은 잘못을 한 형제를 교정하고 다른 형제들이 잘못하지 않게 하는데 목적이 있으며, 성만찬에 참여하지 못하게 하거나, 교회에서 제명함으로써 처벌할 수 있다고 되어 있다.

### 권징의 성서적 근거
| “ | "신도가 너에게 죄를 짓거든, 가서, 단 둘이 있는 자리에서 그에게 충고하여라. 그가 네 말을 들으면, 네가 그 신도를 얻은 것이다. 그러나 듣지 않거든, 한두 사람을 더 데리고 가거라. '그가 하는 모든 말을, 두세 증인의 입을 빌어서 확정지어야' 하기 때문이다. 그러나, 그 신도가 그들의 말도 듣지 않거든, 교회에 말하여라. 교회의 말조차 듣지 않거든, 그를 이방 사람이나 세리처럼 여겨라." (마태복음서 18:15-17/표준새번역 | ” |

### 권징의 사유
1. 성서에 나온 계명에 대한 중대한 위반행위.
2. 총회헌법 또는 제규정에 정해진 중대한 의무위반행위
3. 예배를 방해한 행위
4. 이단적 행위와 이에 적극적으로 동조한 행위
5. 허위사실을 유포하여 교인 또는 직원의 명예를 훼손시킨 행위
6. 직권을 남용하거나 직무를 유기한 행위
7. 파렴치한 행위로 국가 재판에 의해 금고 이상의 형이 확정된 범죄행위(단, 양심수의 경우는 권징에서 제외된다.)
8. 재판국의 판결에 순응하지 아니하는 행위
9. 타인에게 범죄케 한 행위
10. 치리회 석상에서 폭언, 폭행, 기물파괴 행위
11. 사건 담당직원(재판국원, 기소위원)이 사건과 관련하여 금품을 수수한 행위[1]

## 판례
- 교회의 권징재판은 종교단체가 교리를 확립하고 단체 및 신앙상의 질서를 유지하기 위하여 목사 등 교역자나 교인에게 종교상의 방법에 따라 징계제재하는 종교단체의 내부적인 제재에 지나지 아니하므 로 원칙적으로 사법심사의 대상이 되지 아니하고, 그 효력과 집행은 교회 내부의 자율에 맡겨져 있는 것이므로 그 권징재판으로 말미암은 목사, 장로의 자격에 관한 시비는 직접적으로 법원의 심판의 대상 이된다고할 수 없고, 다만그효력의유무와관련하여구체적인권리또는법률관계를둘러싼분쟁이 존재하고 또한 그 청구의 당부를 판단하기에 앞서 그 징계의 당부를 판단할 필요가 있는 경우에는 그 판단의 내용이 종교 교리의 해석에 미치지 아니하는 한 법원으로서는 위 징계의 당부를 판단하여야 한다.[2]
- 교인으로서 비위가 있는 자에게 종교적인 방법으로 징계·제재하는 종교단체 내부의 규제(권징재판) 가 아닌 한 종교단체 내에서 개인이 누리는 지위에 영향을 미치는 단체법상의 행위라 하여 반드시 사법심사의 대상에서 제외하거나 소의 이익을 부정할 것은 아니다.[3]

## 같이 보기
- 교회법